# Mieczysław Ryś-Trojanowski

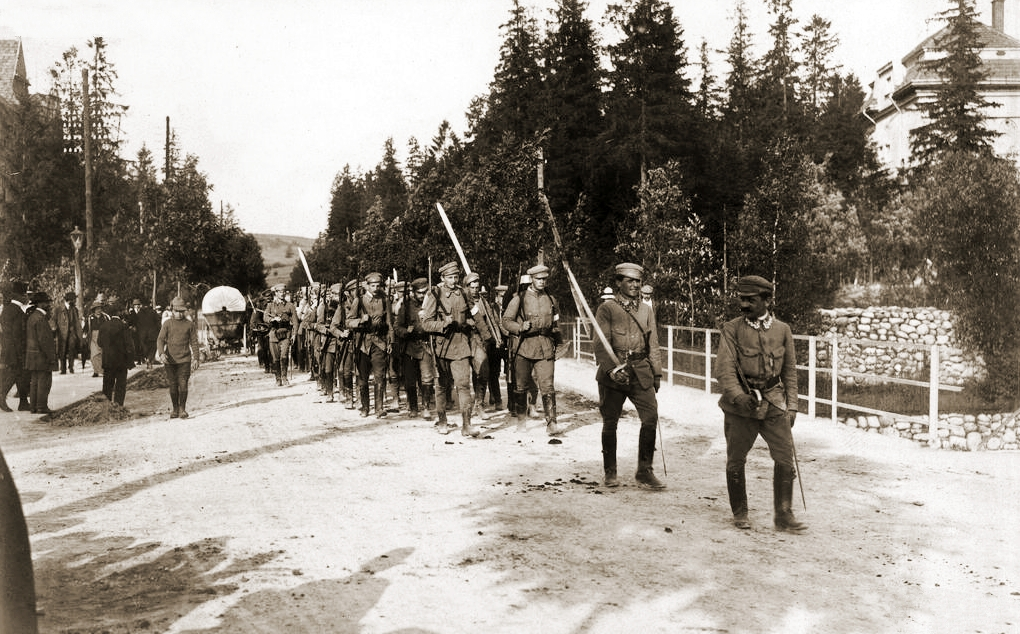
Manewry Związku Strzeleckiego, Zakopane, sierpień 1913. Na czele oddziału Mieczysław Ryś-Trojanowski

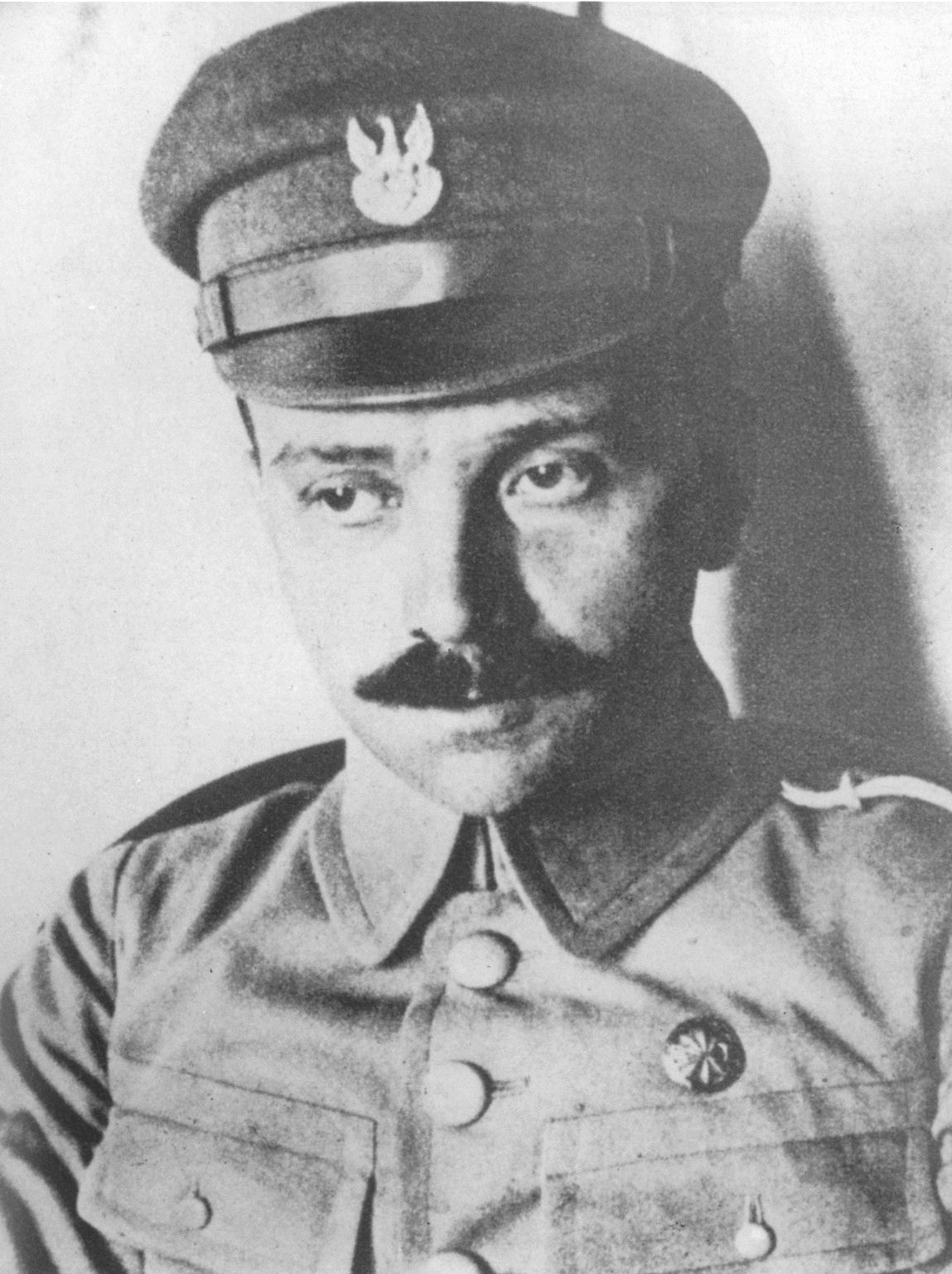
Mieczysław Ryś-Trojanowski jako oficer Legionów

Mieczysław Ryś-Trojanowski, ps. Ryszard (ur. 21 października 1881 w Krośniewicach, zm. 4 kwietnia 1945 w Mauthausen) – generał brygady Wojska Polskiego, kawaler Orderu Virtuti Militari.

## Życiorys
Mieczysław Ryś-Trojanowski urodził się 21 października 1881 w Krośniewicach, w rodzinie Szymona, powstańca styczniowego, i Leonii ze Szlampków. Żonaty z Jadwigą Lipko. Ojciec Janiny Trojanowskiej-Zborowskiej ps. „Nina”. Studiował w Krakowie, gdzie związał się z ruchem niepodległościowym. Uczestnik rewolucji 1905 roku, aresztowany w związku z podejrzeniami o udział w przygotowaniach zamachu na generał-gubernatora warszawskiego. Od 1908 działał w Galicji, w ścisłym kierownictwie Związku Walki Czynnej, organizator organizacji strzeleckich. Znalazł się w grupie 66 strzelców, którzy jako pierwsi zdali egzamin oficerski.
Od początku I wojny światowej brał aktywny udział w czynie zbrojnym służąc w Legionach Polskich. Walczył m.in. w bitwach pod Krzywopłotami (gdzie został ranny 17 listopada 1914 r.), Konarami, Kominkiem, Kostiuchnówką, Kuklami. Od 1 listopada 1916 dowodził w zastępstwie 5 pułkiem piechoty Legionów Polskich, a następnie objął dowództwo tego oddziału.
Po kryzysie przysięgowym w lipcu 1917 podzielił los innych oficerów legionowych – był internowany w Beniaminowie, a następnie więziony przez Niemców w obozach w Rastatt, Holzmünden i Werl.
Na początku listopada 1918 z rozkazu generała Śmigły-Rydza objął dowództwo Okręgu Wojskowego w Chełmie i chełmskiego pułku piechoty, który później został przemianowany na 35 pułk piechoty. Na czele tego oddziału walczył na wojnie z bolszewikami. 20 maja 1920 przekazał dowództwo 35 pułku piechoty kapitanowi Wiktorowi Pokrywce, a sam objął dowództwo XVII Brygady Piechoty. 22 maja 1920 został zatwierdzony w stopniu pułkownika ze starszeństwem z dniem 1 kwietnia 1920. 2 września 1920 został wyznaczony na stanowisko dowódcy 9 Dywizji Piechoty. Dywizją dowodził do końca lipca 1926. 3 maja 1922 został zweryfikowany w stopniu pułkownika ze starszeństwem z dniem 1 czerwca 1919 i 24. lokatą w korpusie oficerów piechoty oraz przydzielony na ewidencję 22 pułku piechoty w Siedlcach.
1 grudnia 1924 Prezydent RP Stanisław Wojciechowski, na wniosek Ministra Spraw Wojskowych, generała dywizji Władysława Sikorskiego awansował go na generała brygady ze starszeństwem z dniem 15 sierpnia 1924 i 18. lokatą w korpusie generałów. 31 lipca 1926 Prezydent RP Ignacy Mościcki mianował go dowódcą Okręgu Korpusu Nr IX w Brześciu nad Bugiem. W 1935 został przeniesiony na stanowisko dowódcy Okręgu Korpusu Nr I w Warszawie. Służbę na stanowisku dowódcy okręgu korpusu pełnił do września 1939.
Po wyznaczeniu w dn. 3 września gen. Czumy na dowódcę Obrony Warszawy, 4 września opuścił stolicę wraz ze sztabem DOK I. Zgodnie z planem mobilizacyjnego rozwinięcia, DOK I miało koordynować działania Armii „Prusy” i Armii „Modlin” w obronie stolicy oraz na linii Wisły od Modlina do Dęblina. Działając na wschód od Warszawy, organizował punkty kontrolne na drogach, wstrzymując i porządkując ewakuację urzędów państwowych, policji i wojska. Uczestniczył w organizowaniu na nowo pododdziałów WP, w tym Armii „Lublin” z żołnierzy znajdujących się w okolicy Mińska Mazowieckiego, Brześcia, Kowla, Szacka i Włodzimierza Wołyńskiego.
Po agresji ZSRR na Polskę przedostał się na Węgry w dniu 20 września. Na Węgrzech uczestniczył w organizowaniu przerzutów polskich żołnierzy przez Jugosławię do Francji. Działając w zorganizowanej grupie kilkunastu polskich oficerów, współpracował z Armią Krajową i Węgierskim Sztabem Generalnym. Wraz z grupą oficerów tego sztabu przygotowywał przewrót mający na celu wywołanie powstania przeciw Niemcom oraz wsparcie planowanej przez AK Akcji „Burza”. Według niemieckiego wywiadu, gen. Trojanowski miał zostać dowódcą artylerii powstańczej. 19 marca 1944, po zajęciu Węgier przez Niemcy, w wyniku zdrady oraz przejęcia dokumentów grupy przez Niemców, aresztowany i umieszczony w obozie koncentracyjnym w Mauthausen, gdzie został zamordowany 4 kwietnia 1945.

## Awanse
- kapitan – 29 września 1914
- major – 15 czerwca 1915
- podpułkownik – 1918
- pułkownik – 22 maja 1920 zatwierdzony ze starszeństwem z dniem 1 kwietnia 1920, a 3 maja 1922 zweryfikowany ze starszeństwem z dniem 1 czerwca 1919 w korpusie oficerów piechoty
- generał brygady – 1 grudnia 1924 ze starszeństwem z dniem 15 sierpnia 1924 i 18. lokatą w korpusie generałów

## Ordery i odznaczenia
- Krzyż Srebrny Orderu Wojskowego Virtuti Militari (1921)[7]
- Krzyż Komandorski Orderu Odrodzenia Polski (3 maja 1928)[8][9][10]
- Krzyż Niepodległości z Mieczami (16 marca 1937)[11]
- Krzyż Walecznych (czterokrotnie)
- Złoty Krzyż Zasługi (19 marca 1931)[12]
- Odznaka „Znak Pancerny”
- Znak oficerski „Parasol”
- Komandor Orderu Orła Białego (Serbia)
- Kawaler Orderu Legii Honorowej (Francja, 1922)[13]